# Цзи Лян Оой
Цзи Лян Оой (19 листопада 1993) — малайзійський стрибун у воду.
Учасник Олімпійських Ігор 2016 року.
Переможець Ігор Співдружності 2014 року.
Переможець Ігор Південно-Східної Азії 2013, 2015, 2017, 2019 років, призер 2011 року.
Призер Азійських ігор 2010, 2014 років.